# 馮傑妮
克里-林恩·唐娜·芬德利 PC KC MP （1955年1月12日—），漢化名馮傑妮，加拿大政治人物，2019年至2025年担任加拿大國會下議院南素里—白石选区议员，2011年至2015年間則任下議院三角洲—列治文東選區議員。她为聯邦保守党党员，曾于該黨執政期間先後獲總理哈珀任命為司法部长國會秘书、国防部副部長和国家税务部部長。她2022年至2025年為官方反對黨保守黨的黨鞭。

## 早期生活和事業
馮傑妮於卑詩省溫哥華島萊迪史密斯出生，曾居於乃磨和維多利亞，兄長格雷格·芬德利為加式足球員，曾效力卑詩雄獅隊。她從溫哥華私立女校克羅夫頓豪斯學院畢業後到不列颠哥伦比亚大学修讀，1975年获得历史和政治学文学学士学位，1978年則從該校獲取法律学位。
她於溫哥華的科沃斯基律師事務所（Kowarsky and Company）實習後在該行供職兩年，後則在短暫在卑詩保險公司任職內部法律顧問。她於1981年開設自己的律師事務所，1987年則加入康乃爾及萊特博迪律師事務所（Connell Lightbody），再於1996年轉職屈臣、戈佩爾及馬勒迪律師事務所（Watson Goepel Maledy）。在她的法律职业生涯中，馮傑妮一直活跃于加拿大大律師公會的全国和不列颠哥伦比亚省分会，并在该组织担任各种职务，包括宪法法律部的全国和省级主席及加拿大国家法院改革工作组成员，並從1997年至1998年出任該會的卑詩分會主席。馮傑妮于1999年3月被卑詩省律政廳長任命为御用大律师，并在联邦司法部长的任命下從2006年至2011年担任加拿大人权法庭（Canadian Human Rights Tribunal）成员。

## 政治生涯
馮傑妮過去曾支持聯邦自由黨，但後則加入加拿大聯盟。2000年聯邦大選她代表加拿大聯盟競逐國會下議院溫哥華奎特拉選區議席，但不敵自由黨候選人歐禮文。加拿大聯盟和加拿大進步保守黨於2003年合併成聯邦保守黨後，馮傑妮亦過渡成為保守黨黨員。
她於2011年3月獲取三角洲—列治文東選區的保守黨候選人資格，在同年聯邦大選贏取該議席，首度晉身下議院，在第41屆國會中出任下議院司法及人權常務委員會成員。她於2011年5月獲任命為司法部長國會秘書，2013年2月則改任國防部副部長，再於同年7月改任國家稅務部長。

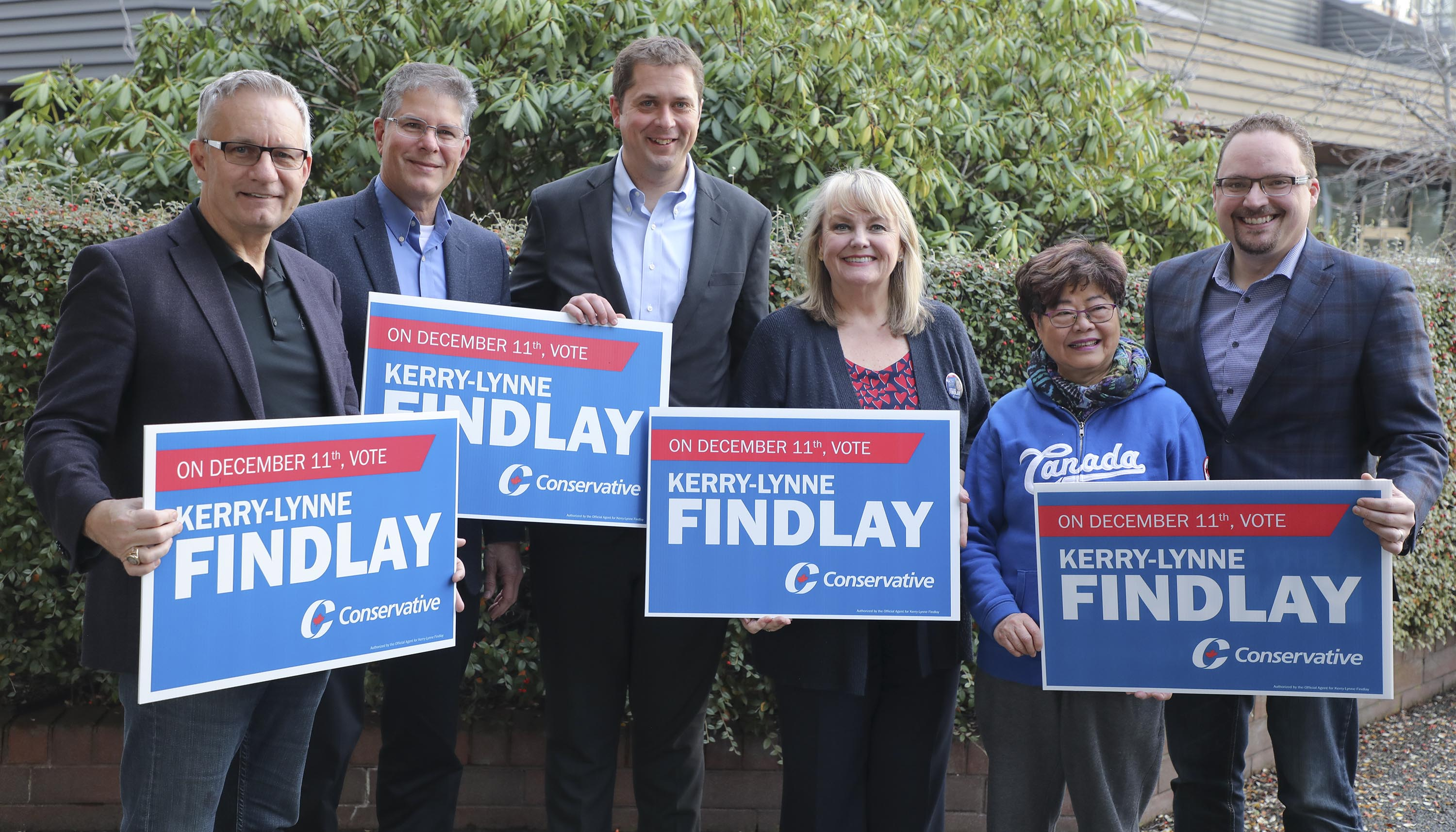
時任官方反對黨領袖兼保守黨黨魁熙爾於2017年12月協助馮傑妮競選

三角洲—列治文東選區解散後，馮傑妮在2015年大选競逐重新成立的三角洲選區，但被自由党候选人卡拉·夸爾特羅击败。2017年她則代表保守党競逐南素里—白石选区議席补选，但不敵自由黨候選人何國定。
馮傑妮和何國定於2019年联邦大选再度交鋒，這次馮傑妮則以42.6%得票率壓倒何國定重返下議院，並從2019年11月至2020年9月間出任環境及氣候變化影子部長。馮傑妮在該屆國會投票支持C-233號法案 - 一项修正刑法（性别选择性堕胎）的法案，这将使医生仅基于孩子性别的原因故意进行堕胎成为可起诉或即決犯罪。
她於2021年聯邦大選再次擊敗何國定，連任南素里—白石選區議員，2021年11月至2022年10月間出任國防影子部長。奧圖爾於2022年2月卸任保守黨黨魁後，馮傑妮宣布有意競逐臨時黨魁職務；副黨魁甘蒂絲·伯根 (政治人物)最終獲保守黨黨團推舉為臨時黨魁。2022年9月13日，馮傑妮被官方反對黨領袖兼保守黨黨魁博勵治任命为反对党黨鞭，成為首位出任該職的女性保守党黨員。

## 家庭
馮傑妮的首任丈夫為律師費里斯（A. Boyd Ferris），兩人育有兩名子女。費里斯於1989年因心臓病發突然去世後，馮傑妮結識演員查普曼（Brent Chapman），兩人於1993年結婚並育有兩名女兒。